# Pat Riley
Patrick James Riley (født 20. marts 1945) er en amerikansk tidligere professionel basketballspiller og træner, som i dag arbejder som holdpræsident hos Miami Heat. Han anses som en af de bedste trænere i NBA's historie, og er blandt ligaens mest succesfulde personer nogensinde, da han har vundet mesterskaber som både spiller, træner og holdpræsident.

## Spillerkarriere

### San Diego Rockets
Riley blev draftet med det syvende valg i NBA draften 1967 af San Diego Rockets. Han spillede tre sæsoner i San Diego som rotationsspiller.

### Los Angeles Lakers
Ved ligaudvidelsen i 1970, blev Riley valgt af det nye hold Portland Trail Blazers. Han blev dog med det samme tradet videre til Los Angeles Lakers. Han spillede fem sæsoner i Los Angeles, og var del af holdet, som vandt mestreskabet i 1971-72 sæsonen.

### Phoenix Suns
Riley blev i 1975 traded til Phoenix Suns. Ved udgangen af 1975-76 sæsonen stoppede han sin spillerkarriere.

## Trænerkarriere

### Los Angeles Lakers
Rileys trænerkarriere begyndte i 1979, da han blev hyret som assistenttræner under Paul Westhead hos Lakers. I sin første sæson som assistenttræner, vandt Lakers mesterskabet. Efter uenigheder mellem Westhead og Lakers' stjernespiller Magic Johnson i starten af 1981-82 sæsonen, blev Westhead fyret, og Riley overtog rollen.
Som træner ledte Riley Lakers i perioden som ofte er kendt som 'Showtime', hvor at Lakers havde et af ligaens bedste hold, centreret omkring Magic Johnson og Kareem Abdul-Jabbar. I ni sæsoner med klubben, ledte Riley Lakers til finalen syv gange, og vandt her fire mesterskaber, før at han i 1990 valgte at stoppe i rollen.

### New York Knicks
Efter at have arbejdet kortvarigt på TV som kommentator, så tog han i 1991 jobbet som træner for New York Knicks. Han ledte her Knicks til at blive et af de bedste hold i NBA, dog at de gentagende gange ikke kunne komme forbi Michael Jordan og Chicago Bulls i østen. Det var først i 1993-94 sæsonen, hvor at Jordan havde stoppet, at det lykkedes Knicks at komme i finalen. Her mødte de Houston Rockets, som endte med at slå New York i en syv kamps serie.

### Miami Heat
Riley trådte tilbage som træner for Knicks i 1995, da han accepterede et job fra Miami Heat, hvor han både ville være træner, men også tage komplet kontrol over bestyrelsen, da han blev udnævnt som holdets præsident. Riley vendte holdet rundt, og i 1996-97 nåede holdet for første gang til semi-finalen af slutspillet, hvor de dog tabte til Bulls. Over de næste tre sæsoner, tabte Heat hvert år til Knicks, som var blevet en rival som resultat af bitterhed over måden, som Riley havde forladt dem på.
Efter 2002-03 sæsonen, trådte Riley tilbage som træner, og fokuserede fuldstændig på sin rolle som holdpræsident. Riley havde her projektet, at genopbygge holdet, hvilke han gjorde, ved at drafte Dwyane Wade i 2003. I 2004 lavede han en trade, som fik Shaquille O'Neal til Heat. Konflikt mellem spillerne og den nye træner Stan Van Gundy betød, at Riley i 2005 vendte tilbage som træner igen. Dette kulminerede i, at Heat vandt deres første mesterskab i klubbens historie i 2005-06 sæsonen, da de slog Dallas Mavericks i finalen.
I april 2008, ved udgangen af 2007-08 sæsonen, som havde været den værste i holdets historie, så annoncerede Riley, at han stoppede som træner, og han blev her erstattet af Erik Spoelstra. Han forblev dog i rollen som holdpræsident.

## Bestyrelseskarriere

### Miami Heat
Efter at have fungeret som både præsident og træner siden 1995, så blev Riley først præsident på fuldtid i 2003. Han vendte tilbage som træner i 2005, men efter 2008 har han været kun været præsident. I 2010 var han del af at Chris Bosh og LeBron James kom til Heat, og dannede 'the big three' sammen med Wade. De vandt her to mesterskaber.
Efter at the big three var opløst, og Wade var gået på pension, genopbyggede Riley holdet omkring Jimmy Butler, som viste sig at være en succes, da Heat i 2019-20 sæsonen nåede hele vejen til finalen, hvor de dog tabte til Lakers.